# Rapporto Goldstone

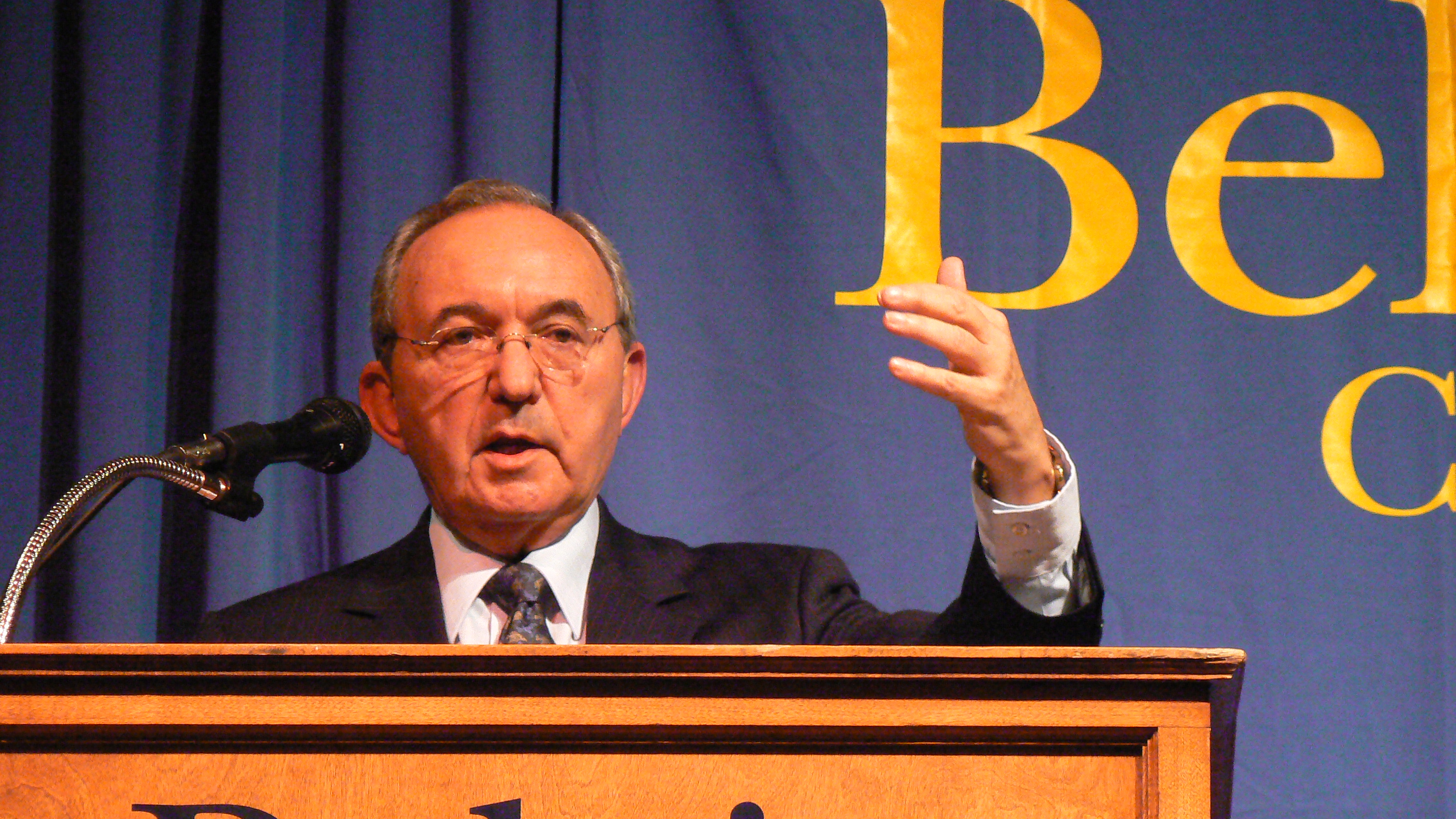
Richard Goldstone

La Missione conoscitiva delle Nazioni Unite sul conflitto di Gaza (in inglese: United Nations Fact Finding Mission on the Gaza Conflict) , nota anche come Rapporto Goldstone, è stata una missione conoscitiva delle Nazioni Unite istituita nell'aprile 2009, in seguito all'operazione militare israeliana Piombo fuso, come missione internazionale indipendente "per indagare su tutte le violazioni del diritto internazionale, dei diritti umani e del diritto internazionale umanitario da parte della potenza occupante, Israele, contro il popolo palestinese in tutto il territorio palestinese occupato, in particolare nella Striscia di Gaza occupata, a causa dell'attuale aggressione". Il giurista sudafricano Richard J. Goldstone, è stato nominato a capo della missione. Gli altri coautori del Rapporto erano Hina Jilani, Christine Chinkin e Desmond Travers.
Il rapporto Goldstone ha accusato sia le forze di difesa israeliane che i militanti palestinesi di crimini di guerra e possibili crimini contro l'umanità.

## Risposte
Il rapporto Goldstone ha dato sei mesi a Israele e ad Hamas per indagare apertamente sulla propria condotta e fornire risposte sulle problematiche riportate dal rapporto. In caso di mancata collaborazione, la Corte penale internazionale con sede all'Aia avrebbe istituito un procedimento legale contro le parti, per portare i colpevoli in tribunale ed eventualmente condannarli, aprendo una nuova strada alla giustizia internazionale, capace di agire nonostante le eventuali protezioni e coperture delle grandi potenze (quali: USA, Russia e Cina) verso i paesi schierati.
Israele ha rifiutato di cooperare con le indagini, sostenendo che ci fossero pregiudizi anti-israeliani nell'UNHRC, e che il rapporto era prevenuto e pieno di errori; il governo israeliano ha anche respinto nettamente l'accusa di colpire deliberatamente i civili.
Il gruppo militante islamico Hamas ha inizialmente respinto alcune delle conclusioni del rapporto, ma poi ha esortato le potenze mondiali ad accettarle. Goldstone ha affermato che la missione "non era un'indagine, era una missione conoscitiva" e che la conclusione che fossero stati commessi crimini di guerra "era sempre intesa come condizionale". Ha descritto le accuse come "un'utile tabella di marcia" per indagini indipendenti da parte di Israele e palestinesi. In seguito ha aggiunto che la missione non ha condotto un'indagine giudiziaria e ha affermato che i suoi risultati non costituivano "lo standard penale di prova oltre ogni ragionevole dubbio". Lo ha descritto come un caso prima facie, "ragionevole nel soppesare le prove" e ha affermato che le informazioni ottenute non sarebbero ammissibili come prove in tribunale penale.
Il rapporto ha ricevuto ampio sostegno tra i paesi delle Nazioni Unite, mentre i paesi occidentali sono stati divisi tra sostenitori e oppositori delle risoluzioni a sostegno del rapporto.

## Critiche
I critici del rapporto hanno affermato che conteneva carenze metodologiche, errori legali e falsità e hanno prestato un'attenzione insufficiente alle accuse, secondo cui Hamas stava deliberatamente operando in aree densamente popolate di Gaza.
Il 1 aprile 2011, Goldstone ha ritirato la sua affermazione, secondo cui era politica del governo israeliano prendere di mira deliberatamente i cittadini, dicendo "...le indagini pubblicate dall'esercito israeliano, e riconosciute nel rapporto del comitato delle Nazioni Unite, hanno stabilito la validità di alcuni incidenti, che abbiamo indagato in casi che coinvolgono singoli soldati, e indicano anche, che i civili non sono stati presi di mira intenzionalmente per una questione politica". Il 14 aprile 2011 gli altri tre coautori del Rapporto, Hina Jilani, Christine Chinkin e Desmond Travers, hanno rilasciato una dichiarazione congiunta, in cui criticavano la ritrattazione di Goldstone su questo aspetto del rapporto. Tutti hanno convenuto, che il rapporto era valido e che Israele e Hamas non avevano indagato in modo soddisfacente sui presunti crimini di guerra.